# Jyotsna Radhakrishnan
Jyotsna Radhakrishnan (Kuwait, 5 de septiembre de 1986) es una cantante de playback o reproducción india, que cantó en idioma malabar para una producción cienmatografica. Ella reside en Thrissur, Kerala.

## Carrera
Jyotsana comenzó su carrera musical a una edad temprana. Ella estudió diferentes estilos musicales en Mangad Natesan (A.I.R. artiste) y también música clásica Hindustani, bajo el Guru de Devdas Dinesh. Aunque comenzó su carrera interpretando temas musicales en malayalam para una producción de cine, con un tema musical titulado "Valakilukkam Kettedee" de la película "Pranayamani Thooval" en 2002. Luego se lanzó a la fama con la canción titulada "Sughamanee Nilavu" de la película "Nammal", después ha tenido una intensa carrera como cantante profesional. Hasta la fecha ha interpretado temas musicales en casi 130 películas, incluyendo en malayalam, tamil y telugu. También con su voz, ha colaborado para 200 grabaciones discográficas. Algunos de sus demás éxitos incluyen "Karuppinazhagu" de "Swapnakoodu", "Melleyonnu" de "Manassinakkare", "Meheruba" de "Perumazhakkalam" y entre otros

## Discografía

### Películas
1. Nammal-Sukhamanee Nilavu
2. Pranayamanithooval-Valakilukkam kettedi
3. Kerala house
4. Kasthooriman-One plus one
5. Chathikkatha Chanthu-Mazhameettum, Love letter
6. Vellinakhathram-Pineapple pennae
7. Sathyam-Be happy
8. Krithyam-Kattae
9. Swapnakkoodu-Karuppinazhagu
10. Manassinakkare-Melleyonnu Padi
11. Seelabathi
12. Pulival kalyanam-gujarathi
13. For the People-Ninte Mizhimuna
14. Rain Rain Come Again-Themma Themma
15. Athbhutha Dweepu-Chakkara mavinte, Oridathoridathu
16. Youth Festival-Kalla Kalla, Enne ninakkinnu
17. Perumazhakkalam-Mehruba Mehruba
18. Pothan Vava-Manjadi manimuthu
19. Manjupoloru Penkutti-Ithile nee
20. Goal-Manam thelinja raavum
21. Rappakal-Katha katha kilippennu
22. Raam-Boom Boom
23. Classmates-Kathirunna pennallae
24. Pathaka-Husunul jamal
25. Don-Swarga naalu
26. Notebook-Hridayavum hridayavum
27. Janmam
28. Abraham & Lincoln-Thakkida tharikida
29. Big B-Muthumazha
30. Pachakkuthira-Varavelkkumo, Oru thottavadi
31. Jalolsavam-Kanneerinte kayal
32. Chocolate-Thamarayum sooryanum
33. Pandippada-Ariyathe ishtamayi
34. Colours-O kanmani
35. Love In Singapore-Ithu azhaku
36. Sadhu miranda-Akayam kanamal ponalum
37. Kanmazha peyyumbol
38. Keralolsavam
39. Kick-Gore Gore
40. Anjaneyulu-Yem Vayaso

### Álbumes
1. Manicheppu
2. Chempakame
3. Malayalippennu
4. Krishnapriya
5. Mayakkannaa
6. Ithu Premamo (releasing on 2008)